# Клептуза
Клептуза е защитена местност разположена на десния бряг на Чепинска река, до планинския склон в квартал Чепино, Велинград.
Намира се в югозападния край на Велинград, вляво Републикански път III-843 и трасета на теснолинейка Септември - Добринище. Местността е обявена за защитена и заема площ от 412 хектара. Това е един от символите на Велинград. През 1966 г. районът около карстовия извор Клептуза с площ 412 хектара е обявен за защитена природна местност. Името вероятно идва от гръцката дума клептос – укривам, крада и дава представа за голямото количество вода скрито в недрата под извора.

## История
До 1932 г. в района на днешния облагороден парк водите на извора са се вливали в минаващата наблизо Чепинската река. На мястото на двете езера е имало мочурлива поляна, а под нея – коритото на реката. През 1937 г. езерата са изградени с доброволен труд на местните жители и с материали, отпуснати от общината. Посадени са дървета, оформени са алеи, стълби, площадки за наблюдение.

## Извор
Клептуза е един от най-големите карстов извор в България. Събира води от обширен район с окарстени мрамори. Има дебит 270-1020 dm³/s, който е силно променлив. Подземната вода излиза на повърхността от три места в разсед, в който лежи коритото на Чепинска река. Водата е бистра и студена с температура от 8,1 °C, сравнително твърда. Тя е годна за пиене и част от нея е каптирана и се използва за водоснабдяване на Велинград. Друга част от водата подхранва двете изкуствени езера, а оттам се отича Чепинска река.

## Описание
В защитената местност виреят 285 вида растения, от които 260 лечебни. Основен дървесен вид е черния бор. В местността има над 50 дървесни, храстови и многогодишни видове – редки, застрашени, балкански ендемити като жешля (Acer heldreichii), воден габър (Ostria carpinifolia), брекина (Sorbus torminalis), ирга (Amelanchier vulgaris), целолистен котонеастер (Cotoneaster vulgaris), мукина (Sorbus aria), змийско мляко (Chelidonium maius), смрадлика (Cotynus coggigria), шлемов салеп (Orchis militaris), петров кръст (Lilium martagon), родопска теменуга (Viola rhodopaea), поречолистен лопен (Verbascum roripifolium), крумово великденче (Veronica chamaedryc). Фаунистичното разнообразие включва сърни, елени, диви свине, зайци, кълвачи, сойки, гълъби, гривек.
На територията на защитената местност Клептуза освен езерото Клептуза и парка около него се намират и параклис „Св. Илия“ в местността Маркови скали, тракийско култово светилище. Любопитен факт е, че на територията на Клептуза се пресичат 24 паралел и 42 меридиан.
От Клептуза започват множество маркирани пътеки, които водят до местностите Харманите, Брези, Сивата вода и др